# Аскарова Таджихон
Таджихон Аскарова (1910, кишлак Ташбулак, тепер Наманганського району Наманганської області, Узбекистан — ?) — радянська узбецька діячка, бригадир колгоспу «Кзил Шахматчі» Наманганського району Наманганської області Узбецької РСР. Депутат Верховної ради СРСР 1—2-го скликань.

## Життєпис
Народилася в бідній дехканській родині Урумбая Аскарова. Батько рано помер. З дитячих років Таджихон наймитувала, працювала у власному сільському господарстві. Була ініціатором руху за скидання паранджі серед жінок кишлака.
З 1930-х років — колгоспниця, ланкова, бригадир колгоспу «Кзил Шахматчі» кишлака Єрван Куйбишевської сільської ради Наманганського району Наманганської області Узбецької РСР. Збирала високі врожаї бавовни. Учасниця Всесоюзної сільськогосподарської виставки.
Член ВКП(б).
Потім — заступник голови виконавчого комітету Наманганської міської ради депутатів трудящих.
Подальша доля невідома.

## Нагороди
- орден Леніна
- орден Трудового Червоного Прапора (13.01.1946)
- два ордени «Знак Пошани» (8.02.1947, 28.01.1950)
- велика золота медаль Всесоюзної сільськогосподарської виставки
- медалі